# Augustin-Pierre Cluzel
Pour les articles homonymes, voir Cluzel.
Augustin-Pierre Cluzel (6 mars 1815 - 12 août 1882) est un prêtre lazariste français devenu archevêque d'Héraclée-en-Europe (de) et délégué apostolique en Perse (en).

## Biographie
Augustin-Pierre Cluzel naît le 6 mars 1815 à Montclar (Aveyron).
Il intègre le séminaire grâce à l'appui du curé du village puis entre chez les lazaristes le 8 juin 1840, et est ordonné prêtre en 1841.
Il part alors en Perse (actuelle Iran), à Tauris (actuelle Tabriz) puis à Ispahan, en tant que professeur.
Il est de retour en France à la suite de troubles liés à des protestants méthodistes, mais revient à Ourmia en 1852.
Il hérite en 1858 du titre de délégué apostolique de Perse (en).
Il devient en 1874 archevêque d'Héraclée-en-Europe (de) jusqu'à sa mort le 12 août 1882 à Ourmia (Iran).